# Mircea Eliade
Mircea Eliade (n. 9/22 martie 1907, București, România – d. 22 aprilie 1986, Chicago, Illinois, SUA) a fost istoric al religiilor, scriitor de ficțiune, filozof și, din 1957, profesor la Universitatea din Chicago, iar din 1962, titular al catedrei de istoria religiilor Sewell L. Avery; naturalizat cetățean american în 1966, onorat cu titlul de Distinguished Service Professor, autor a 30 de volume științifice, opere literare și eseuri filozofice traduse în 18 limbi și a circa 1200 de articole și recenzii cu o tematică variată. În afară de jurnalele sale intime și manuscrisele inedite, opera completă a lui Eliade cuprinde aproximativ, peste 80 de volume. Din 1990 este membru post-mortem al Academiei Române.

## Copilăria și adolescența
Născut în București, ca fiul lui Gheorghe (Ieremia) Eliade și al Jeanei. Familia se trăgea dintr-un neam de răzeși moldoveni din Ținutul Covurlui - „Eliade” nu este un nume de răzeși moldoveni.
A avut o soră, Corina, mama semioticianului Sorin Alexandrescu.
Familia s-a mutat între Tecuci și București, stabilindu-se în capitală în 1914 unde și-a achiziționat o casă pe strada Melodiei (actualmente str. Radu Cristian) la nr.1, unde Eliade a locuit până târziu în adolescență.
După terminarea învățământului primar la școala de pe strada Mântuleasa, Eliade a fost elev al Colegiului Spiru Haret fiind coleg cu Arșavir Acterian, Haig Acterian, Petre Viforeanu, Constantin Noica și Barbu Brezianu. A publicat la Revista Vlăstarul.

S-a interesat de științele naturii, de chimie și, de ocultism, și a scris piese scurte pe subiecte entomologice. Ignorând insistențele tatălui, care era îngrijorat de faptul că-și pereclitează vederea slabă, Eliade citește cu pasiune Honoré de Balzac, nuvelele lui Giovanni Papini și studiile social-antropologice ale lui James George Frazer, pentru care a învățat italiana și engleza și, în particular persana și ebraica. A fost interesat de filosofie și a studiat lucrările lui Vasile Conta, Marcus Aurelius și Epictet, citește lucrări de istorie, în special pe Nicolae Iorga și B.P Hasdeu. Prima sa publicație a fost un articol publicat în 1921 „Dușmanul viermelui de mătase”, în „Ziarul științelor populare și al călătoriilor” nr. 21 urmată de „Cum am găsit piatra filosofală”. Patru ani mai târziu, Eliade încheie munca la volumul său autobiografic de debut, „Romanul adolescentului miop”.

## Eliade, gânditorul
Mircea Eliade avea o serioasă formație filosofică încă din România. După o pubertate dificilă de intens studiu solitar, începând din 1925 adolescentul este aproape unanim recunoscut ca „șef al generației” sale. Încă de la vârsta de 14 ani, începuse să scrie articole de entomologie, care trădează o surprinzătoare imaginație, iar ceva mai târziu, primele romane. Romanul Gaudeamus, terminat în 1928, partea a doua din Romanul adolescentului miop, cuprinde informații autobiografice interesante despre prima întâlnire cu viitorul lui profesor de logică și metafizică, Nae Ionescu, care avea să aibă o influență decisivă asupra carierei sale. Recunoscând talentul și cunoștințele lui Mircea Eliade, Nae Ionescu i-a dat o slujbă în redacția ziarului Cuvântul. Deși părerile posterității sunt împărțite, Nae Ionescu a avut meritul de necontestat de a fi sprijinit tinere talente ca Eliade sau Mihail Sebastian. A devenit asistent onorific al lui Nae Ionescu în 1933.

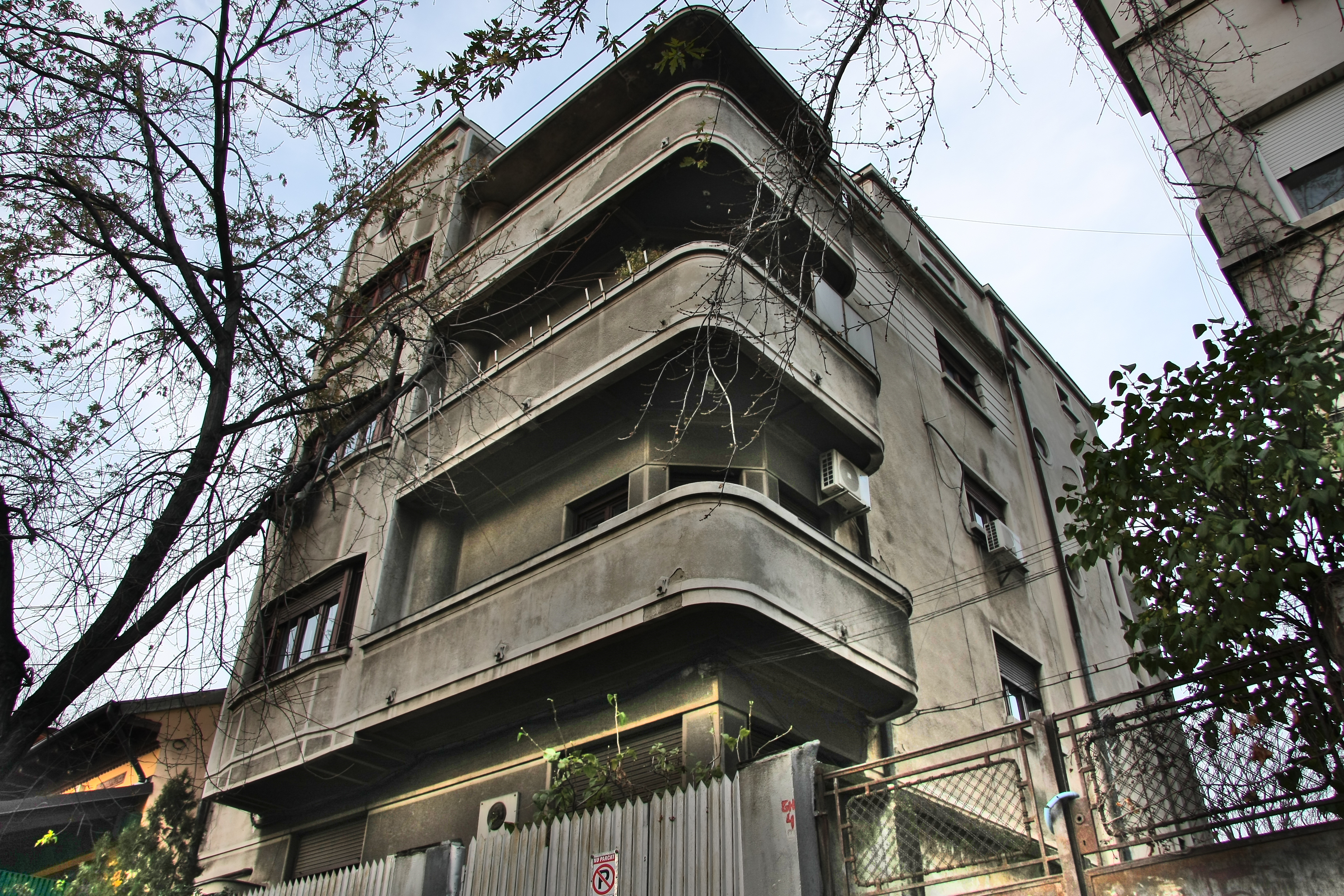
Casa în care a trăit Mircea Eliade între anii 1934-1940, Bulevardul Dacia, București

## Influența italiană
Dorind să-și lărgească orizontul intelectual dincolo de cultura franceză, pe atunci dominantă în România, Eliade învață limba italiană și cu ocazia unor călătorii în Italia îi cunoaște personal pe Giovanni Papini și pe Vittorio Macchioro, care avea publicații în domeniul istoriei religiilor. O indiscreție a tânărului Eliade, care publică un interviu luat lui Macchioro, menționând unele remarci amare ale acestuia asupra regimului lui Mussolini, i-au provocat acestuia neplăceri . În 1929 își ia licența la Universitatea București cu o teză intitulată „Contribuții la  filosofia  Renașterii”.

## India secretă
După cultura italiană, filosofia indiană devine a doua pasiune a lui Mircea Eliade. Cu o bursă particulară, începe să studieze limba sanscrită și Yoga cu Surendranath Dasgupta, în Calcutta. Întors la București (locuiește între 1934-1940 în imobilul aflat pe Bd.Dacia la nr. 141), își dă doctoratul în filosofie cu o dizertație despre Yoga. În 1933 capătă mare popularitate romanul Maitreyi, bazat pe experiența din India și pe date autobiografice. Între 1932 și 1943 publică mai multe volume de proză literară, eseuri și lucrări științifice.

## Despre romanul săuMaitreyi
Puține opere din literatura universală tratează aceleași fapte în viziunea, inerent diferită și chiar contradictorie, a doi scriitori care au fost, în același timp, protagoniștii lor. Pentru români, romanul Maitreyi al lui Mircea Eliade a constituit generații de-a rândul o adevărată încântare. Demn de menționat este faptul că prototipul personajului principal al cărții a trăit cu adevărat, până în 1990, în țara Vedelor și a Upanișadelor. Era fiica lui Surendranath Dasgupta, un filosof indian, și se numea Maitreyi Devi. Tânărul Mircea Eliade avea, când a cunoscut-o, 23 de ani, iar ea 16. Adolescenta scria versuri, apreciate de Rabindranath Tagore, și avea să devină o cunoscută poetă indiană. Întâlnirea dintre Maitreyi Devi și reputatul sanscritolog român Sergiu Al. George, la Calcutta, în 1972, a „declanșat” scrierea unei noi cărți: Dragostea nu moare.
Tulburătoarea poveste de dragoste din anii '30 a primit astfel o replică magistrală de la însăși eroina ei, Maitreyi (în carte, Amrita), după 42 de ani. Romanul-răspuns, It Does Not Die (Dragostea nu moare), scris mai întâi în bengali, a fost tradus și publicat în limba engleză în 1976. Ne cufundăm, în timpul lecturii, în peisajul și în mentalitatea indiană, cu mirifica ei lume a miturilor, ritualurilor și simbolurilor. Coloana vertebrală a cărții de față este însă relatarea cu autenticitate și cu geniu a celei mai mari minuni a lumii: înfiriparea sentimentului de dragoste, fericirea iubirii împărtășite și destrămarea ei.
Mircea și Amrita (din Dragostea nu moare), ca și Allan și Maitreyi (din Maitreyi), pot sta alături de nemuritoarele cupluri Paul și Virginia, Tristan și Isolda, Romeo și Julieta. Dragostea nu moare (1976), carte apărută până acum în limbile bengali, engleză, germană, spaniolă și română, nu are încă notorietatea planetară a romanului „Maitreyi” (1933). Ea însă înaintează triumfal pe aceeași cale a consacrării universale.

## Eliade și extrema dreaptă românească
De la mijlocul anilor '30, Eliade, aparținând de grupa din jurul lui Nae Ionescu a aderat la Mișcarea Legionară, în cadrul căreia devine un activist cunoscut. Acest lucru s-a manifestat în articolele pe care le-a scris pentru diferite publicații, printre care și ziarul oficial al Mișcării, „Buna Vestire”, dar și prin campania electorală pentru alegerile din decembrie 1937. Eliade a candidat pe lista Partidului Totul Pentru Țară (expresia politică a Mișcării Legionare) în 1937.
Eliade a fost arestat pe data de 14 iulie 1938 în timpul unei campanii împotriva Gărzii de Fier, campanie autorizată de regele Carol II. La vremea arestării tocmai publicase Provincia și legionarismul în Vremea, ministrul de interne, Armand Călinescu, considerând că Eliade ar fi autor de propagandă legionară.
Eliade a fost ținut timp de trei săptămâni în arest la sediul Siguranței Statului de la Malmaison, unde s-a încercat a-l convinge să semneze o declarație de disociere de Garda de Fier, dar el a refuzat să o facă. În prima săptămână a lunii august a fost transferat la un lagăr provizoriu din Miercurea-Ciuc. În urma unui un atac de hemoptizie, în octombrie 1938 a fost dus la un sanatoriu din Moroeni. A fost eliberat pe 12 noiembrie 1938.
Eliade și-a estompat ulterior activitatea legionară. În timp ce scria articole antisemite, a luat poziție față de expatrierea unor mari intelectuali evrei și și-a menținut amiciția cu evrei ca Mihail Sebastian. Anumiți exegeți ai operei sale au comentat faptul că Eliade, de fapt, nu s-a dezis niciodată de ideologia legionară, preferând să nege ulterior că ar fi autorul unora dintre articolele care i-au purtat semnătura , 
și că unele idei de factură mistic-totalitară sau antisemite ar fi regăsibile în operele sale științifice,. În ceea ce privește opera literară, drama Iphigenia a fost interpretată de unii comentatori, în frunte cu Mihail Sebastian, a fi o alegorie a morții lui Corneliu Zelea Codreanu .
Conform Deutsche Welle, el a fost „rinocerizat de legionarism și pronazism”.

## Anii de maturitate
În  toamna anului 1945 se mută în Franța, la Paris, alături de Adalgiza (Giza) Tătărăscu, fiica din prima căsătorie a Ninei Mareș.
Începând din 1957, Mircea Eliade se stabilește la Chicago, ca profesor de istorie comparată a religiilor la Universitatea „Loyola”. Reputația sa crește cu fiecare an și cu fiecare nouă lucrare apărută, devine membru în instituții ilustre, primește mai multe doctorate honoris causa.
Ca istoric al religiilor, Mircea Eliade a pus accentul asupra conceptului de spațiu și timp sacru. Spațiul sacru este în concepția lui Eliade centrul universului, pe când timpul sacru este o repetiție a elementelor de la originea lumii, lumea considerată ca „orizontul” unui anume grup religios. În această concepție ființele umane arhaice erau orientate în timp și spațiu, cele moderne ar fi dezorientate. Dar și în omul modern ar exista o dimensiune ascunsă, subconștientă, guvernată de prezența secretă a unor profunde simboluri religioase. Centrul, camuflarea misterelor, întoarcerea la origini sunt doar câteva dintre conceptele impuse de Eliade în filozofia culturii. Doina Ruști a scris un dicționar de simboluri eliadești, prima exegeză care reunește opera de ficțiune cu cea filozofică.
Catedra de Istoria Religiilor de la Universitatea din Chicago îi poartă numele, ca dovadă a vastei sale contribuții la literatura specializată din acest domeniu. La catedră i-a urmat prof. Wendy Doniger. În ultimii ani de viață, în ciuda serioaselor probleme de sănătate, Eliade a continuat să lucreze editând cele 18 volume de enciclopedia religiilor, adunând contribuții pentru ultimul volum de istoria credințelor și proiectând un compendiu al lucrărilor sale de istoria religiilor care să apară sub forma unui mic dicționar. Mircea Eliade a murit la vârsta de 79 de ani, pe 22 aprilie 1986, la Chicago, fiind incinerat a doua zi.

## Eliade, artistul
Opera sa literară stă mărturie acestei convingeri de viață, frescă a problemelor existențiale în epoca pe care a trăit-o. Întoarcerea din rai (1934) și Huliganii (1935) sunt romane semifantastice în care Eliade acceptă existența unei realități extrasenzoriale. Omul este în căutarea propriilor sale forțe ascunse, este instrumentul acestor forțe pe care nu le poate controla. Această filozofie personală este exprimată de Mircea Eliade atât în nuvele memorabile, cum ar fi La țigănci (1959), cât și în romanul Noaptea de Sânziene (1971).

## Posteritatea lui Mircea Eliade

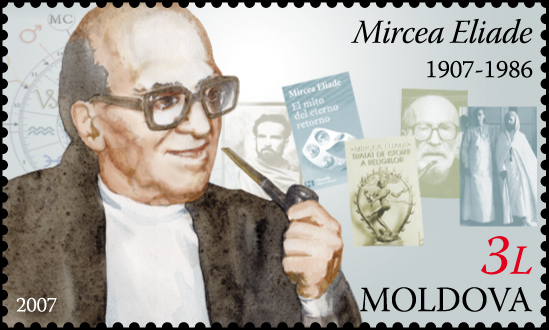
Chipul lui Mircea Eliade pe un timbru din Republica Moldova

Bustul lui Mircea Eliade, sculptor Gheorghe Tănase, a fost dezvelit la 24 noiembrie 2015 la intersecția bulevardului Mircea Eliade cu strada Aviator Radu Beller, peste drum de parcul Floreasca din București
Un alt bust al lui Mircea Eliade, realizat de Vasile Gorduz, a fost dezvelit la 28 martie 2009 în fața bisericii Mântuleasa din București.

După moartea sa, Eliade a fost atacat de Adriana Berger (cea care s-a ocupat de aranjarea hârtiilor din biblioteca lui Eliade incendiată la 18 decembrie 1985) cu acuzații de antisemitism, fără a aduce dovezi, prefigurând linia atacurilor repetate care au urmat. În România de după 1990 s-a început publicarea doar a unei părți din cele patruzeci de volume de operă științifică și literară, preferându-se reeditările, astfel că în douăzeci de ani nu s-a reușit publicarea integrală a operei eliadești. Valorile spirituale promovate de Eliade au continuat să anime proiecte culturale și după 1990, moment în care a (re)dobândit un statut de autor mitic, în sensul discuției în jurul unei opere neintegral publicată în România. Actualitatea scrierilor lui Eliade este probată de traducerea post-mortem a multora din scrierile sale (în spaniolă, italiană, portugheză etc.). În rândul tinerilor redescoperind libertatea religioasă, literatura fantastică și fronda specifică tânărului Eliade a redeșteptat interesul pentru opera și viața autorului.

## Viața personală
Eliade a fost căsătorit de două ori: prima lui soție a fost Nina (n. Mareș, d. noiembrie 1944), cu care s-a căsătorit în 1934, iar a doua soție a fost Christinel (n. Cotescu, d. 9 martie 1998), cu care s-a căsătorit, la Paris, în 9 ianuarie 1950.

## Opere literare
- Romanul adolescentului miop, roman (1928)
- Gaudeamus, roman (1929)
- Isabel și apele diavolului, roman (1930)
- Lumina ce se stinge, roman (1931)
- Maitreyi, roman (1933)
- Întoarcerea din rai, roman (1934)
- Huliganii, roman (1935)
- Șantier. Roman indirect (1935)
- Domnișoara Christina, nuvelă (1936)
- India (1936)
- Șarpele, nuvelă (1937)
- Nuntă în cer, roman (1939)
- Secretul doctorului Honigberger, nuvelă (1940)
- Nopți la Serampore, nuvelă (1940)
- Pe strada Mântuleasa..., nuvelă (1963)
- La țigănci, nuvelă (1959)
- Noaptea de Sânziene, roman (1971)
- În curte la Dionis, nuvelă (1977)
- 19 trandafiri, roman (1980)
- Viața nouă (Ștefania), roman neterminat

## Lucrările publicate în limba română
- Romanul adolescentului miop, scris în 1927, publicat la Editura Muzeul Literaturii Române abia în anul 1988, ediție curentă, Humanitas, 2004
- Gaudeamus, 1929 ediție curentă, Humanitas, 2004
- Isabel și apele diavolului, 1929, ediție curentă, Humanitas, 2003
- Solilocvii, 1932
- Maitreyi, 1933, roman indian
- Oceanografie, 1934,
- Întoarcerea din rai, 1934, ediție curentă Humanitas, 2003
- Lumina ce se stinge, 1934, ediție curentă Humanitas, 2003
- Alchimia asiatică, 1935 text integral în antologia Drumul spre centru, Univers, 1991
- India, 1934, ediție curentă Humanitas, 2003
- Incercarea labirintului , roman
- Caietele maharajahului, 1934, ediție curentă Humanitas, 2003
- Huliganii, 1935, ediție curentă Humanitas, 2003
- Șantier, Roman indirect, 1935, ediție curentă Humanitas, 2003
- Domnișoara Christina, 1936 ediție curentă Humanitas, 2003
- Cosmologie și alchimie babiloniană, 1937 text integral în antologia Drumul spre centru, Univers, 1991
- Șarpele, 1937
- Fragmentarium, 1938
- Nuntă în cer, 1938
- Secretul doctorului Honigberger, 1940, ediție curentă Humanitas, 2003
- Nopți la Serampore, 1940, ediție curentă Humanitas, 2003
- Mitul reintegrării, 1942
- Salazar și revoluția în Portugalia, 1942
- Jurnal portughez, scris în 1942, editat 2006
- Insula lui Euthanasius, 1943, ediție curentă Humanitas, 2003
- Comentarii la Legenda Meșterului Manole, 1943 în antologia Drumul spre centru, Univers, 1991
- Pe strada Mântuleasa, 1968, ediție curentă Humanitas, 2004
- Coloana nesfârșită (piesă de teatru), 1970 Roma „Revista scriitorilor Români”, 1976 în „Secolul XX”, 1996 Editura Minerva, 2001 Editura „Destin” din Deva
- Noaptea de Sânziene, 1971
- În curte la Dionis, 1977, ediție curentă Humanitas, 2004
- Tinerețe fără tinerețe, Nouăsprezece trandafiri, 1980, ediție curentă Humanitas, 2004
- Viață nouă (Ștefania), Jurnalul Literar, 1999
- Religii australiene, ediție curentă Editura Herald, 2012

## Lucrările publicate în limbi străine
- Yoga: Essai sur les origines de la mystique indienne (1936), în limba franceză
- Os Romenos, latinos do Oriente („Despre Români, latinii orientului”), 1943, în limba portugheză
- Tehnici ale Yoga, 1948
- Traité d'histoire des religions (1949), în limba franceză
- Le mythe de l'éternel retour (1949), în limba franceză
- Imagini și simboluri, 1952
- Yoga. Nemurire și libertate, 1954
- Le Sacré et le Profane (1956), în limba franceză
- Forgerons et alchimistes (Făurari și alchimiști), 1956, în limba franceză
- Mythes, rêves et mystères, (Mituri vise și mistere), 1957, în limba franceză
- Initiation, rites, sociétés secrètes (Nașteri și renașteri), 1958, în limba franceză
- Mefistofel și androginul, 1962
- Patañjali et le Yoga (1962), în limba franceză
- Aspects du mythe (1963), în limba franceză
- The Quest (titlul versiunii în limba franceză este La Nostalgie des Origines), 1969
- De Zalmoxis à Gengis-Khan, Paris, 1970
- Le Chamanisme et les Techniques archaïques de l'extase (1974), în limba franceză
- Occultism, Witchcraft, and Cultural Fashions (1976), în limba engleză
- Istoria credințelor și ideilor religioase, 1976-1983
- Uniformes de général, nouvelles, traduction du roumain par Alain Paruit, Paris, Gallimard, «Du monde entier», 1981
- Les Trois grâces, nouvelles, traduction du roumain par Marie-France Ionesco et Alain Paruit, Paris, Gallimard, «Du monde entier», 1984. ISBN 2-07-070035-6
- Symbolism, the sacred, and the arts, 1985
- Briser le toit de la maison, 1986

## Opere memorialistice
- Romanul adolescentului miop, scris în 1927, publicat de Mircea Handoca abia în anul 1989, ediție curentă, Humanitas, 2004
- Jurnal, două volume (versiunea în limba română a fost restabilită de Mircea Handoca pornind direct de la manuscris)
- Memorii, două volume, 1991 (autobiografia sa)
- Jurnal portughez și alte scrieri, Humanitas, 2006
- Încercarea labirintului, ed. I, Dacia, 2000, ed. a II-a, Humanitas, 2006

## Ecranizări
- The Bengali Night (1988)
- Domnișoara Christina (1992)
- Șarpele („The Snake”) (1996)
- Eu sunt Adam! (1996)
- Tinerețe fără tinerețe („Youth Without Youth”) (2007)
- Domnișoara Christina (2013)

## In memoriam
Mai multe școli și străzi din multiple orașe din țara sa natală îi poartă numele.